# Die Hamburger Krankheit
Die Hamburger Krankheit ist ein deutsch-französischer Science-Fiction-Film des Regisseurs Peter Fleischmann aus dem Jahr 1979. Die deutsche Kinopremiere war am 23. November 1979. Der Film ist eine westdeutsch-französische Gemeinschaftsproduktion von Hallelujah-Film München, Bioskop-Film München, Terra Filmkunst Berlin, S.N.D. Paris und des ZDF.

## Handlung
Als in Hamburg mehrere ungeklärte Todesfälle auftreten, bei denen Menschen ohne Krankheitssymptome sterben und in Embryonalhaltung vorgefunden werden, reagiert das Gesundheitsamt: Alle Kontaktpersonen der Toten werden in strenge Quarantäne gebracht, selbst der Verdacht auf Kontakt reicht aus. Die Todesfallrate steigt exponentiell an. Man geht davon aus, dass die Krankheit eingeschleppt wurde und es sich um einen Virus handelt. Der anfängliche Verdacht, dass es auf dem Seeweg eingeschleppt worden ist, kann durch umfangreiche Gesundheitskontrollen an den Schiffsbesatzungen ausgeschlossen werden. Man tappt darüber im Dunkeln, wie sich die Krankheit überträgt. In den Medien spricht man bei der Seuche bald von der „Hamburger Krankheit“.
In der Quarantäne in einem Hospital lernen sich der Arzt Sebastian, der Würstchenverkäufer Heribert und die introvertierte Prostituierte Ulrike kennen. Heribert plant die Flucht der Gruppe aus der Quarantäne, und der auf einen Rollstuhl angewiesene Ottokar hilft ihnen von außen dabei. Die vier schaffen es, auszubrechen und auf einer nach Süden führenden Straße Hamburg kurz vor der endgültigen Abriegelung der Stadt zu verlassen. In einem verlassenen Dorf, in dem die zurückgelassenen Toten auf der Straße liegen, verlässt Heribert die Gruppe nach einem Streit. Beim Durchsuchen des Dorfes treffen sie auf Fritz. Fritz versucht panisch, jeden Kontakt zu anderen zu vermeiden, schließt sich der Gruppe aber dennoch an. Auch Alexander lernen sie kennen, der in all dem Chaos noch seelenruhig seinen Auftrag, die Überführung eines Wohnwagens, ausführt. Von da an reist die Gruppe mit dem Wohnwagen weiter.
Als sie Lüneburg erreichen, ist die Stadt bereits abgesperrt. Heribert versucht derweil mit seinem Imbisswagen Geschäfte zu machen. Sebastian und Ulrike trennen sich von der Gruppe und versuchen zu Fuß in die Stadt zu kommen. Es kommt zu chaotischen Zuständen, es herrschen Panik, Aufruhr und Anomie. Die Behörden versuchen mit Impfungen, die Seuche einzudämmen. Sebastian, der seine Schwester sucht, findet nur ihre verlassene Wohnung. Er bleibt mit Ulrike über Nacht dort und stirbt kurz darauf an der Krankheit. Am nächsten Tag kehrt Ulrike allein zur Gruppe zurück. Außerdem stoßen noch zwei Italienerinnen mit einem Baby dazu. Beide von ihnen sterben nacheinander ebenfalls an der Seuche.
An einem Abend erreichen sie ein verschlossenes Lokal, aus dem Lärm dringt. Nachdem man ihnen doch geöffnet hat, gerät die Gruppe in eine merkwürdige Privatparty. Dort treffen sie auch wieder auf Heribert, der nun aus der Katastrophe seinen Nutzen zieht und mit einer Bande reiche Leute ausnimmt, Ottokar schließt sich nun wieder Heribert an.
Alexander kann seinen Wohnwagen abliefern. Daraufhin reist die Gruppe mit einem Hausboot weiter. Außerdem verlässt Fritz aus Angst vor Ansteckung die inzwischen dezimierte Truppe. Im Süden angekommen, wird Alexander von selbsternannten Heimatschützern erschossen; Ulrike kommt in ein Dekontaminationszelt, wird zwangsweise geimpft und kann fliehen. Mit Ottokar und Heribert, die sich inzwischen als Krisengewinner versuchen, indem sie Schutzanzüge verkaufen, kann Ulrike bis zu ihrem auf einer Alm in den Alpen lebenden Großvater flüchten. Dort hören sie aus dem Radio und von den Einwohnern, dass die Seuche vorbei sei. Dennoch werden die bis dahin Ungeimpften weiterhin gesucht. Ottokar warnt die Leute, dass die Seuche noch nicht vorbei ist und die Regierung nur deshalb Erfolgsmeldungen verkündet, weil die Lage schlimm ist. Ulrike wird am Haus des Großvaters wieder von der Behörde erwischt und mit einem Hubschrauber ausgeflogen, während Heribert unentdeckt hilflos dabei zuschaut.

## Kritiken
„Dieser Film des Regisseurs Peter Fleischmann […] ist eine merkwürdige, aber über weite Strecken faszinierende Mischung aus Science-fiction, Katastrophenfilm und deutscher Realität.“

„Utopisches Endzeit-Drama mit surrealen Zügen. Eine Warnung mit recht zwiespältigem Echo.“

„Thematisch völlig überfrachtete, gedanklich wirre und stilistisch heterogene polit-ökologische Studie.“

„Peter Fleischmann (ist) ein kurzweiliger Film gelungen, der surreal-absurd und satirisch eine Zukunft unseres Landes entwirft, die – der Hamburger Giftskandal ist da ein deutlicher Fingerzeig – gar nicht so unwahrscheinlich und fern ist.“

„So exzentrisch wie das Personal dieser apokalyptischen Farce zwischen Reeperbahn und Almhütte ist auch Fleischmanns Inszenierung: eine Folge von gewaltsamen Stilbrüchen, ohne Rücksichten auf ästhetische Verluste.“

## Hintergrund
- Herausgegeben wurde der 1978 entstandene Film vom Filmverlag der Autoren.
- Zwei Monate vor dem Kinostart wurde der Film in einer ca. 8 Minuten längeren Rohfassung auf dem Hamburger Filmfest gezeigt.[6]
- Am 29. März 1982 um 21.20 Uhr wurde der Film erstmals im Fernsehen gesendet,[7] am 2. Juli 1996 wurde er erstmals auf dem Sender ARTE wiederholt. Ab 20. Juni 2020 lief er anlässlich der Corona-Krise 14 Tage lang mit einem begleitenden Interview auf dem Internetkanal KenFM.
- Am 2. Dezember 2010 erschien der Film auf DVD.
- Die Filmmusik von Jean Michel Jarre stammt zu großen Teilen aus seinen Alben Oxygène und Équinoxe.

## Auszeichnungen
- Auf dem Mystfest 1980, dem internationalen Festival des Mysteryfilms in Cattolica, Italien, wurde Peter Fleischmann als bester Regisseur ausgezeichnet.
- Die Deutsche Film- und Medienbewertung (FBW) in Wiesbaden verlieh dem Film das Prädikat wertvoll.